# Ситуаційна кімната (Білий дім)

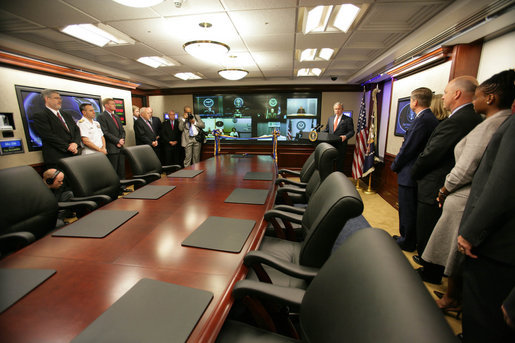
Церемонія перерізання стрічки нещодавно відремонтованого Ситуаційного залу, 18 травня 2007

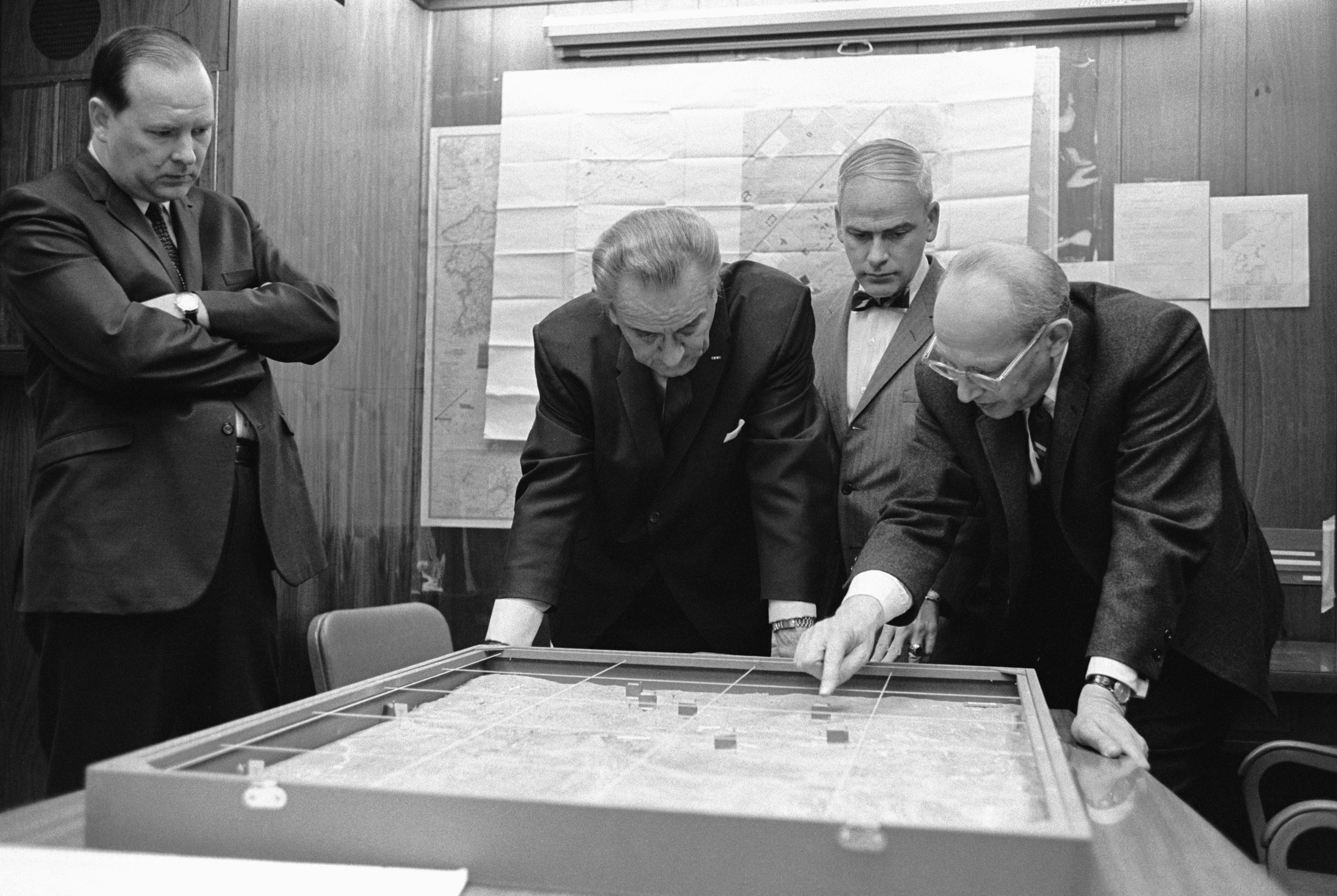
Президент Джонсон заслуховує доповідь радника з військових питань Волта Ростоу про стан справ на базі Ке-Сан, 15 лютого 1968 року

Рональда Рейгана коротко інформують про ситуацію в Лівії, 15 квітня 1986

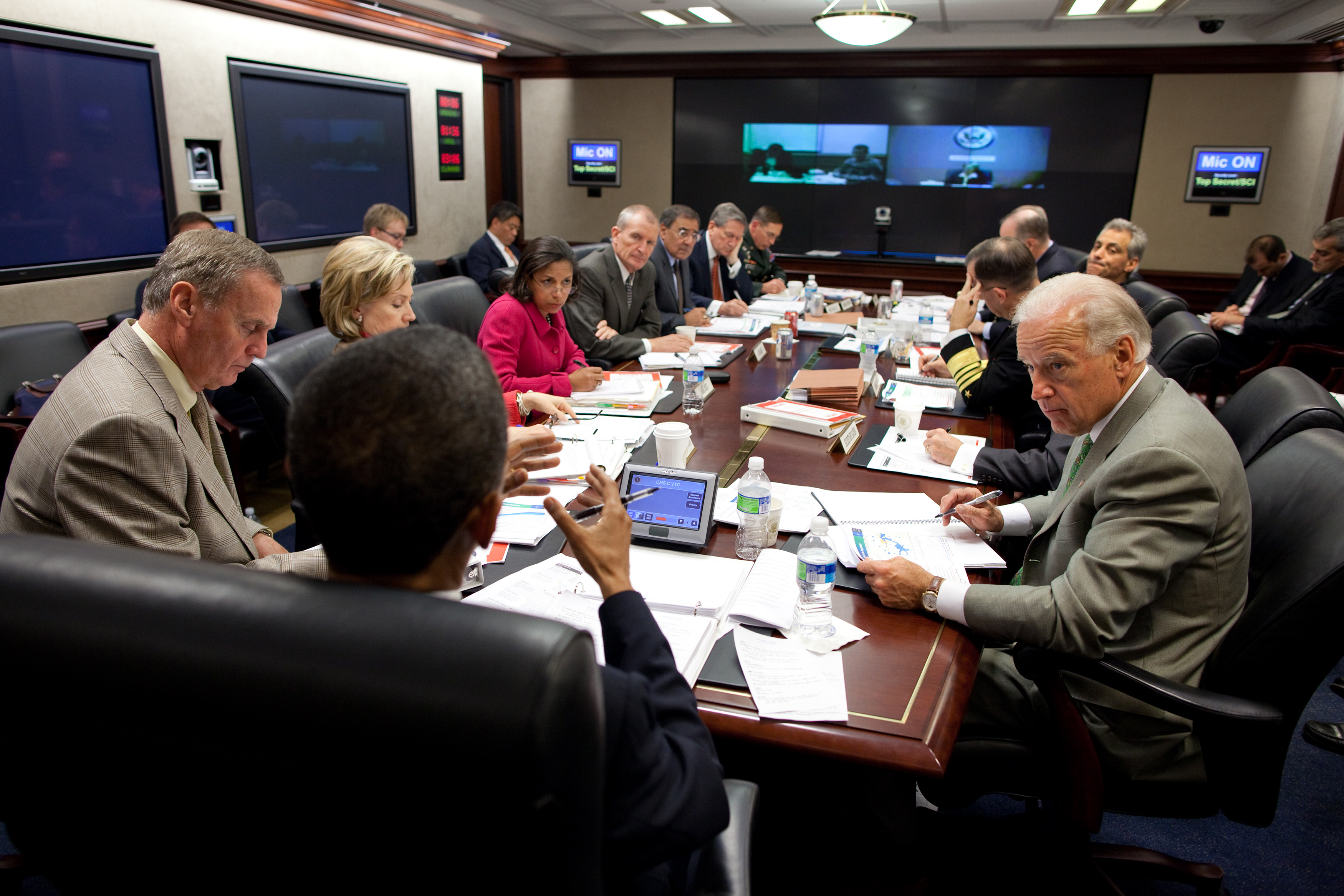
Барак Обама проводить огляд стратегії в Афганістані, 9 жовтня 2009 року

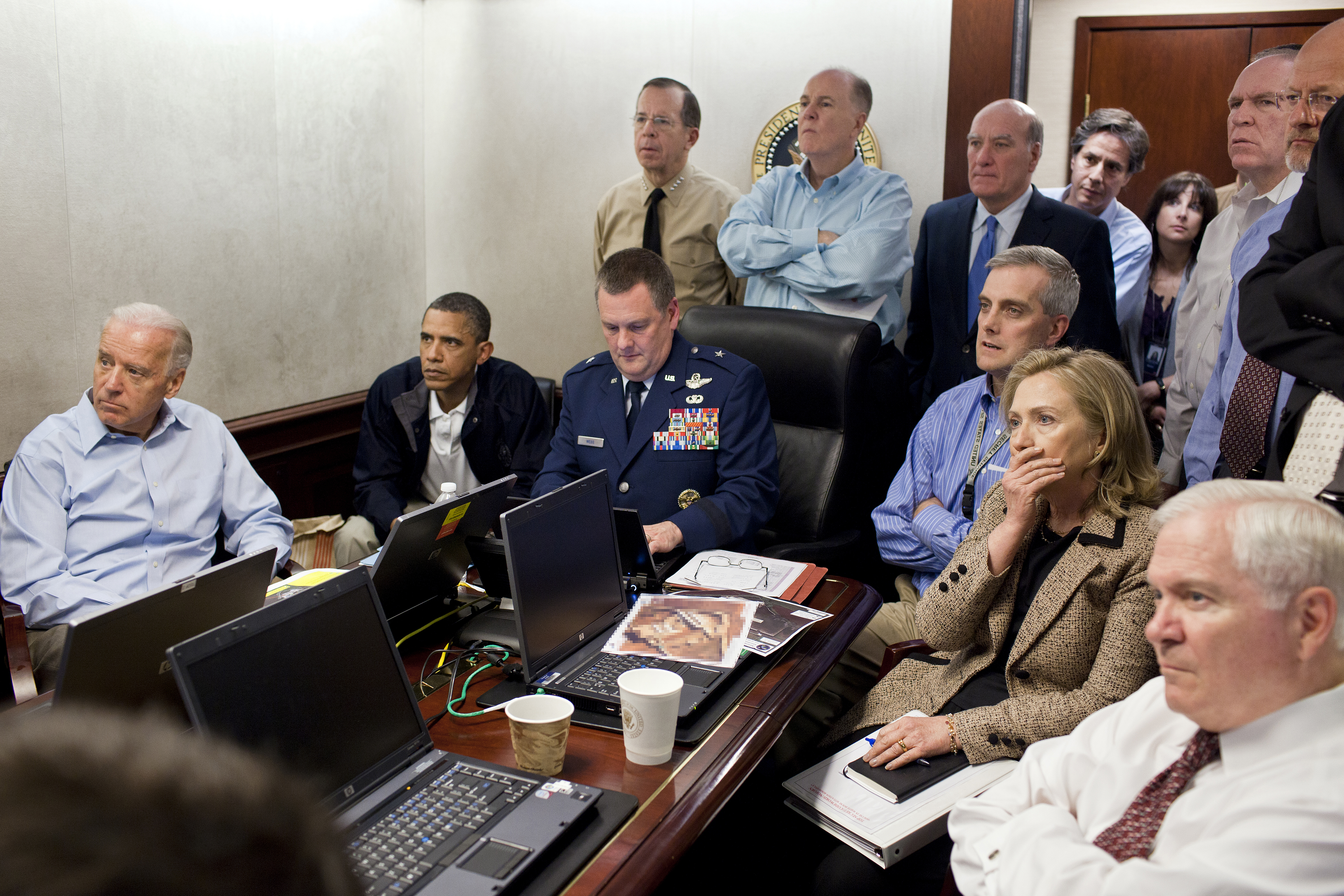
Барак Обама і віце-президент Джо Байден разом з членами команди національної безпеки отримують повідомлення про хід операції проти Осами бен Ладена, в одному з конференц-залів Ситуаційної кімнати Білого дому, 1 травня 2011 року

Ситуаційна кімната або «SITROOM», офіційно відома як Конференц-зал Джона Ф. Кеннеді — комплекс з декількох приміщень Білого Дому, що включає конференц-зал і центр управління розвідкою США. Розташований на першому поверсі західного крила, його площа складає 513,3 квадратних метрів. Ситуаційна кімната управляється персоналом Ради національної безпеки і використовується президентом Сполучених Штатів, його радниками і представниками армії й спецслужб з метою попередженням або подоланням кризових ситуацій, для оперативного прийняття рішень з надзвичайних питань всередині країни чи за кордоном.
Ситуаційна кімната оснащена надійним передовим обладнанням зв'язку, що дозволяє главі держави командувати американськими військами по всьому світу, тут проводяться найважливіші наради, з неї американський очільник має можливість вести секретні відеоконференції на національному та міжнародному рівні. Всупереч поширеній думці, Ситуаційна кімната це не бункер і не знаходиться під землею.

## Історія
Ситуаційна кімната була створена в травні 1961 року з ініціативи тодішнього радника Президента США з національної безпеки МакДжорджа Банді після провалу вторгнення в кубинській затоці Свиней. Однією з причин невдачі американської операції стала відсутність необхідної та оперативної інформації в режимі реального часу. Це змусило Кеннеді обладнати в Білому Домі центр комунікації. Для збільшення площі кімнати довелось розібрати боулінг-клуб колишнього президента Гаррі Трумена. Наразі кімната оснащена системою безпечного зв'язку, вбудованого в стіни, а за дерев'яними панелями розташоване аудіовізуальне обладнання.
Протягом перших десятиліть свого існування Ситуаційна кімната використовувалася з різною інтенсивністю. Так, Кеннеді проводив більшість зустрічей і нарад під час Кубинської кризи в Овальному кабінеті або у залі Кабінету міністрів. Його наступник, Ліндон Джонсон, використовував приміщення для управління військами під час В'єтнамської війни. Ніксон і Форд рідко проводили у ній важливі засідання, а Джордж Буш і Білл Клінтон — навпаки часто.

## Функціонування
Персонал Ситуаційної кімнати складають 30 співробітників з різних агентств та департаментів розвідки і армії. Перед тим як стати працівником, номінанти проходять вкрай детальну і ретельну перевірку. Крім того всі претенденти на посаду повинні бути аполітичними. До їх обов'язків входить цілодобове спостереження за ситуацією в світі та інформування високопоставлених співробітників Білого дому про значущі для безпеки події. Всі працівники поділені на 5 груп, кожна з яких включає в собі трьох чергових офіцерів, помічника по зв'язках з громадськістю та аналітика розвідки. Кількість і склад команд можуть варіюватися в залежності від вимог до зміни і робочого навантаження.
Робочий день працівників Ситуаційної кімнати починається з підготовки «Ранкової книги» (Morning Book), яка призначена для президента, віце-президента і найбільш високопоставленого персоналу Білого дому. «Ранкова книга» містить копію «National Intelligence Daily», Ранкове резюме Держдепартамента США, дипломатичні депеші та повідомлень розвідки. До сфери діяльності робітників Ситуаційної кімнати також відноситься проведення разом із президентом щоденного ранкового брифінгу, на якому обговорюється підготовлене ЦРУ резюме.
У другій половині 2006 року, Ситуаційна кімната була повністю відремонтована і значно розширена. Реконструкція офіційно завершилась в середині травня 2007. За день до церемонії повторного відкриття, Джордж Буш і прем'єр-міністр Великої Британії Тоні Блер взяли участь у відеоконференції з представниками Збройних сил Іраку. Наступного дня, 17 травня, американський президент особисто перерізав стрічку під час відкриття відремонтованого приміщення, а на офіційному сайті Білого Дому з'явилась відео-презентація переобладнаної Ситуаційної кімнати.